# Bathyllus
Bathyllus är ett släkte av insekter. Bathyllus ingår i familjen spottstritar.
Kladogram enligt Catalogue of Life:
| Bathyllus | \| \| Bathyllus albicinctus \| \| \| \| \| \| Bathyllus convexus \| \| \| \| \| \| Bathyllus moerens \| \| \| \| |
|           | \| \| Bathyllus albicinctus \| \| \| \| \| \| Bathyllus convexus \| \| \| \| \| \| Bathyllus moerens \| \| \| \| |
|           | Bathyllus albicinctus                                                                                            |
|           | |
|           | Bathyllus convexus                                                                                               |
|           | |
|           | Bathyllus moerens                                                                                                |
|           | |